# Metaxia taeniolata
Metaxia taeniolata är en snäckart som först beskrevs av Dall 1889.  Metaxia taeniolata ingår i släktet Metaxia och familjen Triphoridae. Inga underarter finns listade i Catalogue of Life.